# Národní divadlo (Oslo)
Národní divadlo (norsky: Nationaltheatret) je norské divadlo sídlící v Oslu. Založeno bylo roku 1899, jeho počátky lze ale hledat již v divadle Christiania, které bylo založeno v roce 1829, a z něhož se rekrutovala většina herců prvního souboru národního divadla. Třemi zahajovacími představeními byla nastudování her Ludviga Holberga, Henrika Ibsena a Bjørnstjerne Bjørnsona. Sochy Ibsena a Bjørnsona dnes stojí před hlavním vchodem. Hlavní budova se nachází v centru mezi královským palácem a parlamentem. Navrhl ji architekt Henrik Bull (1864–1953). V hlavní budově se konají představení na třech scénách, na hlavní scéně (Hovedscenen), v amfiteátru (Amfiscenen) a komornější představení se konají v tzv. Malířském salonu (Malersalen). Krom toho pod národní divadlo spadá ještě Torshovské divadlo (Torshovteatret) ve čtvrti Torshov - do tohoto divadla se mohou hlásit nezávislé skupiny herců se společným uměleckým projektem a dostávají možnost ho zde provozovat obvykle dva roky. Zajímavostí je, že Národní divadlo bylo založeno jako soukromá instituce a teprve roku 1929 norská vláda začala poskytovat skromnou podporu. Roku 1975 se majitelem staly stát a město, od roku 1995 jde o instituce čistě státní, vlastníkem divadla je Ministerstvo kultury. Jde o jednu ze tří národních divadelních institucí v Norsku (vedle Den Nationale Scene v Bergenu a národní opery a baletu hrajících v operním domě v Oslu). V letech 1899–1919 se v divadle hrála i operní představení, do roku 1960 pak operetní. Od té doby se scéna věnuje výhradně činohře, s důrazem na norské drama.